# Nouvelle politique économique

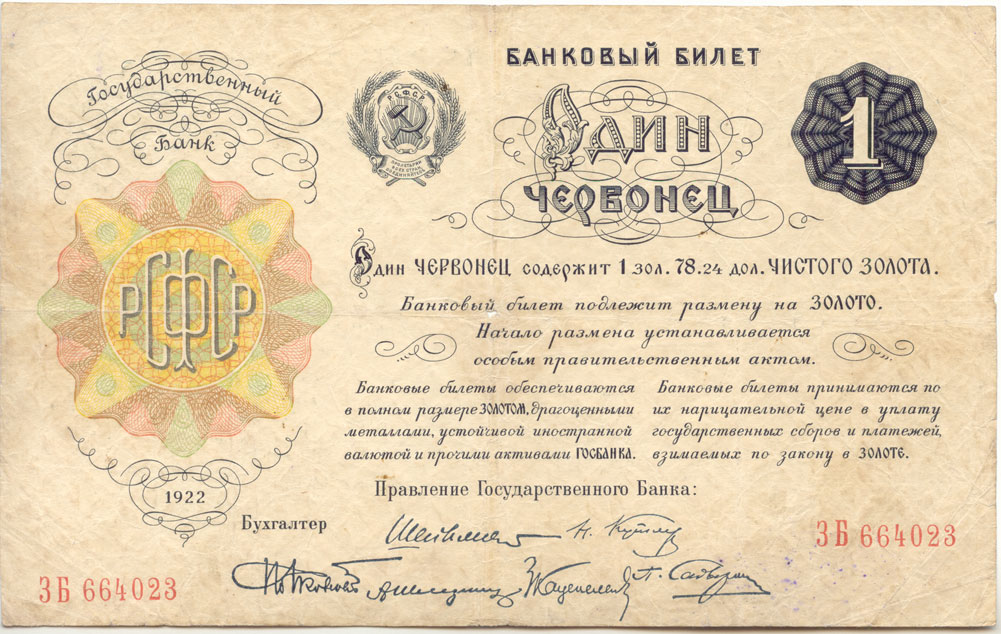
Un billet d'un tchervonets de 1922.

La nouvelle politique économique (NEP) (en russe : новая экономическая политика – novaïa ekonomitcheskaïa politika) est une politique économique mise en œuvre en Russie bolchevique à partir de 1921, qui introduit une libéralisation économique.
La NEP a été instaurée pour redynamiser le pays qui, en 1921, sortait de la Première Guerre mondiale, d'une révolution, d'une guerre civile et faisait face à la famine. C'est une décision imposée par les circonstances, un « repli stratégique » dans la construction du socialisme justifié par le retard économique de la Russie : « […] Nous ne sommes pas assez civilisés pour pouvoir passer directement au socialisme, encore que nous en ayons les prémices politiques », déclara Lénine.
Bien qu'il s'agisse de « faire au capitalisme une place limitée pour un temps limité », Lénine n'avait toujours pas fixé de limites dans le temps à la NEP lors de sa mort en 1924. Il avait seulement déclaré que celle-ci serait « adoptée sérieusement et pour longtemps », pour une durée qu'il n'estimait en aucun cas inférieure à une décennie et probablement supérieure, et certainement pour moins de 25 ans.

## Contexte et enjeux
La guerre civile prend fin en 1921 et la Russie, un pays industriellement peu développé et à forte composante paysanne, est considérablement affaiblie économiquement. Le potentiel productif est très faible, en dessous de son niveau d’avant-guerre. Les réseaux de transports, surtout ferroviaires, sont en grande partie inutilisables. La famine apparaît, exacerbée par les réquisitions qui en 1920 s'élevèrent à 300 millions de pouds, trois fois plus qu'en 1918. Une crise des échanges entre ville et campagne, qui est antérieure à la prise de pouvoir des bolchéviques se traduit par une guerre des céréales dès 1918, lorsque le Commissariat du peuple au ravitaillement entreprend de réquisitionner les campagnes pour approvisionner les villes en 1918. Ces révoltes paysannes culminent en 1921 et forcent le gouvernement soviétique à assouplir l'application de la collectivisation des terres en recourant provisoirement à une forme de marché avec le programme de la NEP.
De plus, la révolution internationale n’a pas suivi la révolution d'Octobre : les révolutions ayant été écrasées en Allemagne, en Finlande, en Hongrie, et en Alsace-Lorraine. Selon Lénine, la révolution se trouve donc dans une situation problématique où les conditions politiques et économiques du socialisme sont séparées : le prolétariat a pris le pouvoir politique dans un pays où le niveau de développement capitaliste ne permet pas le passage au socialisme. Pour l’internationaliste Lénine, « la victoire totale de la révolution socialiste est impensable dans un seul pays » et « elle exige la collaboration la plus active d’au moins quelques pays avancés, au nombre desquels nous ne pouvons pas ranger la Russie ».
La politique choisie alors en 1921 par le Parti communiste russe (bolchevik) est le développement rapide des forces productives à travers un capitalisme contrôlé par l’État ouvrier. Pour Lénine, il faut que le prolétariat conserve le pouvoir politique jusqu’à la prochaine crise révolutionnaire, qu’il pense proche, tout en maintenant de bonnes relations entre le prolétariat et la paysannerie pauvre.
La stratégie choisie est donc le capitalisme d'État pour l’industrie et le capitalisme privé pour la petite production paysanne, qui sont l’essence de la Nouvelle politique économique. Certains secteurs furent ouverts au capitalisme étranger de façon à obtenir des transferts technologiques et des financements pour la reprise. Ford put ainsi construire une grande usine automobile à Gorki tandis que de nombreuses mines étaient concédées à des entreprises étrangères.

## Histoire
Léon Trotski avait proposé la NEP dès 1920, mais l'idée n'avait alors pas été retenue. Lénine la proposa de nouveau en 1921.
La nouvelle politique économique fut officiellement décidée au cours du Xe Congrès du Parti communiste russe de mars 1921, à la suite de la répression de la révolte de Kronstadt. Elle est promulguée par décret le 21 mars 1921.

## Détails de la politique économique
Dans son contenu, le décret de 1921 exigeait de la paysannerie qu’elle donne au gouvernement une quantité spécifiée de tout surplus agricole, produit brut, et lui permettait de conserver le surplus restant pour l’utiliser comme capital ou pour l’échanger avec des biens industriels. Des décrets additionnels détaillèrent cette politique et l’étendirent pour inclure quelques industries.
La NEP restaura une certaine propriété privée dans certains domaines de l’économie, surtout l’agriculture (où une partie des nouveaux propriétaires agricoles, la plus dynamique et qui possède une quantité de terre permettant de satisfaire plus que ses besoins de base, a pu même s'enrichir : la baisse des impôts et taxes et la réhabilitation du marché libre en sont les causes principales). Elle remplaça la politique du « communisme de guerre ». En 1921, les niveaux économiques étaient inférieurs aux niveaux d’avant la Première Guerre mondiale. La production de cuivre par exemple, le secteur le plus touché, était à 1,7 % de son niveau d’avant-guerre[réf. nécessaire]. Les industries nationalisées reçurent plus d’autonomie. Un système de marché fut introduit dans l’agriculture.
Pour expliquer la NEP, Lénine se réfère au fait que la Russie était encore une nation essentiellement agraire, avec une population urbaine très réduite et une base industrielle faible. Elle ne satisfaisait donc pas les critères économiques nécessaires pour le socialisme. Lénine justifia ultérieurement l’introduction de la NEP en déclarant que les piliers de l’industrie, c’est-à-dire les grandes usines productrices de charbon, fer, électricité, etc., seraient encore sous contrôle de l’État. La NEP amoindrit les restrictions commerciales et tenta de rétablir des alliances avec les pays étrangers.
Les paysans furent autorisés à louer de la force de travail.

## Bilan de la NEP

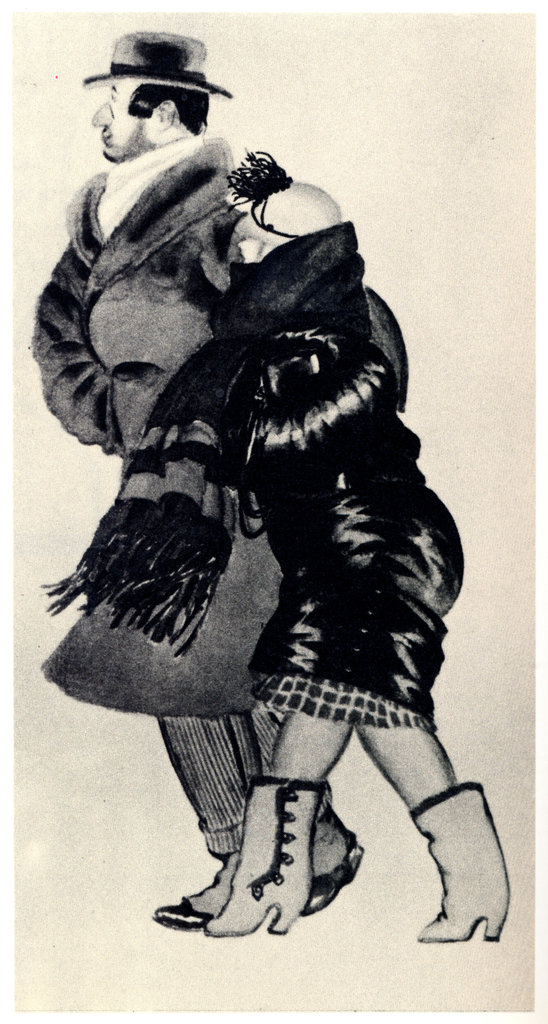
Un couple de « Nepmen » caricaturé par Dmitri Kardovski comme des bourgeois richement vêtus, années 1920.

La production agricole augmenta fortement. Au lieu de la réquisition des surplus agricoles sans compensation par le gouvernement, les fermiers pouvaient désormais vendre leurs excédents, et donc être incités à produire plus de grains. Cette incitation couplée avec la fin des domaines semi-féodaux permit à la production agricole d’atteindre les niveaux d’avant la Révolution et de les dépasser. Alors que le secteur agricole devenait de plus en plus dépendant des petites fermes familiales, les industries lourdes, les banques et les institutions financières restaient détenues et gérées par l’État.
Cependant, comme le gouvernement soviétique ne mena pas une politique d’industrialisation à la même vitesse que le développement de la partie libéralisée de l'économie, cela créa un déséquilibre dans l’économie où le secteur agricole croissait beaucoup plus vite que l’industrie lourde. Pour garder des revenus élevés, les usines commencèrent à vendre leurs produits à des prix plus élevés. À cause des coûts croissants des biens manufacturés, les paysans durent produire beaucoup plus de farine pour acheter ces biens de consommation. Cela entraîna une chute des prix agricoles et une augmentation aiguë du prix des produits industriels, phénomène connu sous le nom de « crise des Ciseaux » (l'expression était de Trotski, en référence à la forme des courbes de prix correspondantes). Les paysans commencèrent à conserver leurs surplus en espérant des prix plus élevés, ou les vendre cher aux « Nepmen » (commerçants et intermédiaires). De nombreux membres du parti communiste étaient contre cette pratique, considérée comme une exploitation des consommateurs urbains. Pour combattre les prix croissants des biens de consommation, l’État prit des mesures pour diminuer l’inflation et promulgua des réformes sur les pratiques internes des fabriques. Le gouvernement fixa aussi les prix pour arrêter l’effet ciseaux.
Malgré l'échec du capitalisme d'État, la partie de l'économie libéralisée par la NEP réussit à relever l’économie après les effets dévastateurs de la Première Guerre mondiale, de la révolution russe et de la guerre civile. En 1927, la production agricole et industrielle avait retrouvé les niveaux de 1913.
Entre 1922 et 1928, la population urbaine passa de 16 % à 18 % du total de la population russe. Cette augmentation est due, essentiellement, à la généralisation, à toutes les couches sociales, des produits antibiotiques et d'hygiène à moindres frais ; ce qui a permis de remédier, progressivement, à la baisse tragique de la population urbaine soviétique décimée par la faim et les microbes dès le début de 1919 (soit 7,5 millions d'âmes). Cette nouvelle urbanisation de la population a permis de constituer une véritable classe ouvrière (qu'il faut éduquer et former) qui doit être utilisée pour industrialiser le pays.

## Fin de la NEP
En 1925, l’année suivant la mort de Lénine, Nikolaï Boukharine était devenu le plus ardent soutien de la NEP. Elle fut abandonnée par Staline lors de la « crise des Grains » (1928) ; d'une part, les paysans vendaient leurs produits aux Nepmen à un prix deux fois plus élevé qu'au gouvernement, d'autre part il y avait besoin d’accumuler rapidement du capital pour l’industrialisation au niveau des pays capitalistes occidentaux (selon Staline : « Ou nous le faisons, ou nous serons écrasés »).
La NEP était généralement vue comme une mesure temporaire, et s’avéra fortement impopulaire parmi certains marxistes au sein du parti bolchevik à cause de ses compromis avec certains éléments capitalistes. Ils voyaient la NEP comme une trahison des principes communistes, et ils croyaient qu’elle aurait un effet négatif à long terme ; ils réclamèrent donc une économie entièrement planifiée à la place. En particulier, la NEP bénéficia à ceux que les communistes appelaient les « ennemis de classe », les commerçants (Nepmen), au détriment des travailleurs, que le parti déclarait représenter; elle repoussait également à plus tard la mise au pas de la paysannerie, hostile aux bolcheviques. D’autre part, on attribue à Lénine la déclaration « la NEP est pour de vrai et pour longtemps » (« НЭП - это всерьез и надолго »), ce qui a été utilisé pour affirmer que si Lénine avait vécu plus longtemps, la NEP aurait continué après 1929, et la collectivisation controversée n'aurait jamais été décidée, ou aurait été menée différemment.
Staline introduisit finalement une planification centrale complète (bien que cela soit originellement l’idée de l’opposition de gauche, que Staline expurgea du parti), nationalisa de nouveau l’ensemble de l’économie, et à partir de la fin des années 1920 introduisit une politique d’industrialisation rapide. La collectivisation de l’agriculture rompit radicalement avec la NEP. Le 6 janvier 1930, un décret officialise la fin de la NEP.
Structure sociale de la population soviétique à la fin de la NEP, en 1928 (%) :
| koulaks                 | 4,2  |
| employés + spécialistes | 3    |
| paysans individuels     | 74,9 |
| ouvriers                | 14,6 |